# Paracrocidura maxima
Paracrocidura maxima је врста сисара из породице ровчица (лат. Soricidae) и реда Eulipotyphla.

## Распрострањење
Врста има станиште у Бурундију, ДР Конгу, Руанди и Уганди.

## Станиште
Врста Paracrocidura maxima има станиште на копну.
Врста је по висини распрострањена до 2.680 метара надморске висине. 

## Угроженост
Ова врста је на нижем степену опасности од изумирања, и сматра се скоро угроженим таксоном.

### Популациони тренд
Популација ове врсте се смањује, судећи по расположивим подацима.